# أحمد بن محمد بن يحيى القصار
أحمد بن محمد بن يحيى القصار أحد رواة الحديث النبوي، اسمه أبو عبد الله أحمد بن محمد بن يحيى القصار الأصبهاني، من أهل أصبهان، سمع الحديث من أحمد بن مهدي، وأحمد بن عصام، وصالح بن أحمد بن حنبل، وأسيد بن عاصم وحدث عنه: أبو بكر بن أبي علي الذكواني، وأبو نعيم الأصبهاني، توفي عام 349 هـ.